# The Telltale Hatband
The Telltale Hatband est un film muet américain réalisé par Francis Ford et sorti en 1913.

## Fiche technique
- Réalisation : Francis Ford
- Scénario : C. Gardner Sullivan, d'après une histoire de Grace Cunard
- Date de sortie :  États-Unis : 28 février 1913

## Distribution
- Francis Ford :Jim
- Grace Cunard : Lola
- Helen Case : Ruth
- Jack Conway
- Robert Stanton